# Kodai Sakamoto
Kodai Sakamoto (坂本 広大 Sakamoto Kodai?, Kumamoto, 20 de septiembre de 1995) es un exfutbolista japonés que jugaba como centrocampista.

## Trayectoria

### Clubes
| Club                 | País  | Año       |
| -------------------- | ----- | --------- |
| Roasso Kumamoto      | Japón | 2018-2020 |
| Suzuka Point Getters | Japón | 2021-2022 |
| Reilac Shiga         | Japón | 2023-2024 |